# JustJade
JustJade, artiestennaam van Jade De Winter (10 april 1998), is een Belgische youtuber en Twitch-streamer. Ze begon in 2015 met video's uploaden op YouTube en in 2020 met livestreamen op Twitch.

## Biografie
JustJade begon haar YouTube-kanaal in 2015 omdat ze een plek zocht om zich creatief te kunnen uiten sinds dit op haar middelbare school niet kon. Ze maakt voornamelijk vlogs, shoplogs, adviesvideo's, reviews en gamingvideo's. Haar eerste veelbekeken video dateert uit februari 2017 en gaat over de risico's die kinderen lopen op chatdienst Omegle. Haar meest bekeken video is een slijmvideo die 6.000.000 views haalde.
Jade De Winter is opgegroeid in Hemiksem, in de provincie Antwerpen. Ze heeft sinds 2019 een relatie met Evert Servais en ze kochten samen een huis in 2021.
In 2022 won zij een Jamie voor beste vlog.

## Prijzen
| Jaar | Prijs                          | Categorie             | Resultaat   |
| ---- | ------------------------------ | --------------------- | ----------- |
| 2017 | VEED Awards                    | Beste Nieuwkomer      | Genomineerd |
| 2019 | Nickelodeon Kids Choice Awards | Favoriete Ster België | Genomineerd |
| 2020 | De Jamies                      | Beste Vlog            | Genomineerd |
| 2021 | De Jamies                      | Beste Vlog            | Gewonnen    |